# Hillesheim
Pour les articles homonymes, voir Hillesheim (homonymie).
Hillesheim est une ville et chef-lieu du Verbandsgemeinde Hillesheim, dans l'arrondissement de Vulkaneifel, en Rhénanie-Palatinat, dans l'ouest de l'Allemagne.

## Liens externes

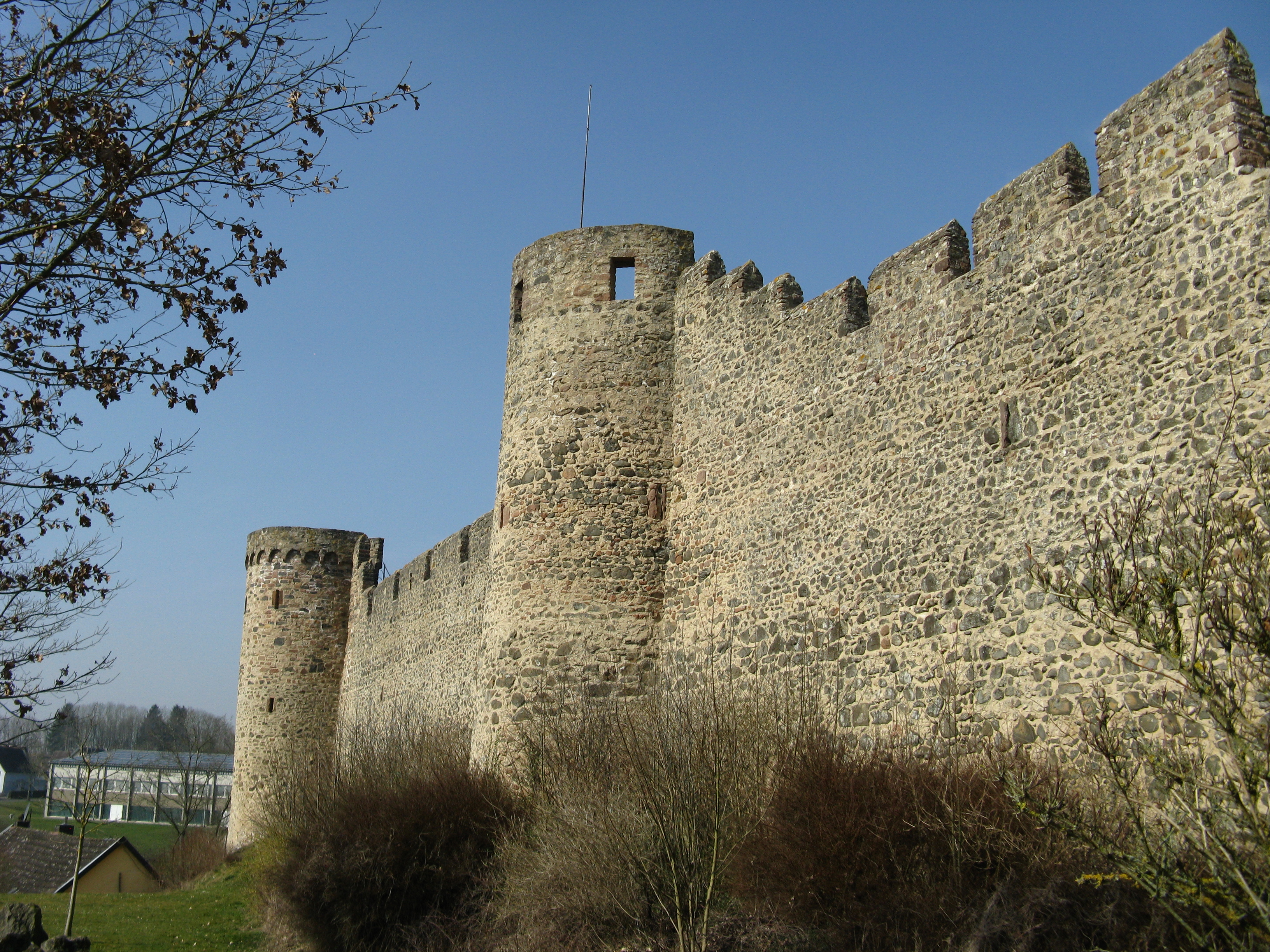
Les remparts historiques de Hillesheim